# Yoshinao Nakada
Yoshinao Nakada (中田 喜直, Nakada Yoshinao), né dans le bourg de Shibuya à Tokyo le 1er août 1923 et mort le 3 mai 2000, est un compositeur et éducateur musical japonais du XXe siècle.

## Biographie
Né en août 1923, Yoshinao Nakada est le troisième fils du compositeur et pédagogue musical Akira Nakada. Il étudie la composition et le piano à l'École de musique de Tokyo (Tōkyō Ongaku Gakkō, aujourd'hui faisant partie de l'Université des arts de Tokyo et en est diplômé en 1943. Ses chansons Medaka No Gakko, Chiisai Aki Mitsuketa et Natsu no Omoide, composés au début de la Seconde Guerre mondiale, lui ont rapidement valu une notoriété au milieu des compositeurs. De 1953 à 2000, il a enseigné au Ferris University, un collège de femmes à Yokohama, en étant chargé de cours, puis professeur.

## Compositions

### Œuvres pour orchestres
- Natsu No Omoide, arrangé par Takashi Hoshide (de)
- Yuki No Furu Machiwo, arrangé par Toshio Mashima (en)

### Cantates
- A new mountains and rivers, cantate pour barytons, chœur de femmes et orchestre

### Œuvres pour chorales
- Afternoon in the garden, pour chœur mixte
- Ascension, suite pour chœur mixte
- Butterfly, suite pour chœur mixte
- City, suite pour chœur mixte et piano
- Composition of the sea, suite pour chœur mixte
- Festival Evening, pour chœur mixte

### Chansons
- Natsu no Omoide (Memories Of Summer), pour voix et piano, paroles de Shōko Ema, 1949
- Medaka No Gakko (School of killifish), pour voix et piano, paroles de Shigeru Chaki, 1950
- Chiisai aki mitsuketa (Found a Little Autumn), pour voix et piano, paroles de Hachiro Sato (ja), 1955
- Yuki No Furu Machiwo (A Walk Through The Town In The Snow), pour voix et piano
- Sakura Yokochô (Cherry Blossoms Lane), pour contreténor ou soprano et piano
- Mother, pour voix et piano, paroles de Shōko Ema
- Six Children's Songs, pour voix d'enfants (ou soprano) et piano
  - Pram
  - Crow
  - Taanki Poonki
  - Children of the Wind
  - Silk Tree
  - Good Night
- Six Children's Songs, pour soprano et piano, paroles de Misuzu Kaneko

### Musique de chambre
- Japanese Autumn Song, pour flûte et piano, paroles de Hachiro Sato

### Pièces au piano
- Four Seasons of Japan, pour piano quatre mains
- Light and Shadow, suite pour piano
- Music, pour 2 pianos
- Paraphrase of Warship, pour 2 pianos
- Rainy night
- Sonate
- Variational Etude
- Japanese Festival, 17 pièces pour piano solo, 1985,  (ISBN 9781894086820)

### Musique de films
- Utsukushiki haha (A Wonderful Mother)
- Kono futari ni sachi are (These Two Lovers), dans le film Kono futari ni sachi are (en)